# Wilhelm-Höcker-Turnier
| Wilhelm-Höcker-Turnier | Wilhelm-Höcker-Turnier             |
| ---------------------- | ---------------------------------- |
| Die begehrten Pokale   |                                    |
| Das Turnier 2024       |                                    |
| Anzahl Teams           | 10 Damen- und 11 Herrenteams       |
| Pokalsieger Damen      | LBV Phönix Lübeck                  |
| Pokalsieger Herren     | CHC 02 Köthen                      |
| Veranstalter           | ATSV Güstrow                       |
| Austragungsort         | Sport- und Kongresshalle Güstrow   |
| Eröffnung              | 2. November 2024                   |
| Endspiel               | 3. November 2024                   |
| Anzahl der Spiele      | 66                                 |
| Torschützenkönigin     | Lisa Jeschke (Mariendorfer HC)     |
| Torschützenkönig       | Marcel Sund (TuS Lichterfelde)     |
| beste Torhüterin       | Greta Behrens (Mariendorfer HC)    |
| bester Torhüter        | Benjamin Kohnei (TuS Lichterfelde) |
| Beste Spielerin        | Simca Schön (LBV Phönix Lübeck)    |
| Bester Spieler         | Karl Rosenkranz (CHC 02 Köthen)    |

Das Wilhelm-Höcker-Turnier ist ein jährlich stattfindender Wettbewerb im Hallenhockey, der in Güstrow ausgetragen wird.
Im Gedenken an den 1. Ministerpräsidenten von Mecklenburg-Vorpommern wird seit 1957 ein Pokalturnier der Herren ausgespielt. 1985 bekam das Turnier ein neues Gesicht und ein Damenturnier wurde etabliert. In der Sport- und Kongresshalle in Güstrow treffen sich traditionell Ende Oktober bzw. Anfang November zahlreiche Teams zu einem ersten Höhepunkt in der dann noch jungen Hallensaison. Als Vorbereitungsturnier ist es bei vielen Mannschaften beliebt. Das Jubiläumsturnier 2007 stand unter der Schirmherrschaft des Ministerpräsidenten Harald Ringstorff. 

## Veranstalter
Das Wilhelm-Höcker-Turnier wurde von der BSG Lokomotive Güstrow ins Leben gerufen. Heute wird es vom Zweitligisten ATSV Güstrow ausgetragen.

## Die Spielstätte
Das Turnier wird traditionell auf den zwei Spielfeldern in der Güstrower Sport- und Kongresshalle ausgetragen. 1978 wurde dort der Betonfußboden durch ein Parkett ersetzt. Deshalb gab es keine Austragung. Bei erneuten Umbauarbeiten wurde das Turnier von 2003 bis 2005 in die Sporthalle Kessiner Straße verlegt. Seit 2006 ist dieses Großereignis wieder an die alte Spielstätte zurückgekehrt. Im Jahr 2007 fand das Turnier erstmals in zwei Hallen statt. Neben der Sport- und Kongresshalle war auch die Sporthalle Kessiner Straße Austragungsort.

## Das Turnier 2025
Am 8. und 9. November findet die 67. Auflage des Wilhelm-Höcker-Turniers statt.

## Das Turnier 2024
Am 2. und 3. November fand die 66. Auflage des Wilhelm-Höcker-Turniers statt.
Nach 66 Spielen wurden die neuen Pokalsieger gekürt. Die Pokale 2024 erkämpfte LBV Phönix Lübeck bei den Damen und CHC 02 Köthen bei den Herren. Die Damen vom LBV Phönix Lübeck gewannen erstmalig dieses Turnier. Nach vielen Jahren trugen sich die Herren des CHC 02 Köthen erneut in die Siegerliste ein.
Als Teilnehmende bei den Damen  reisten zehn und bei den Herren elf Teams an. Gespielt wurde jeweils in zwei Staffeln. In Vorbereitung auf die Hallensaison experimentierten die Teams und sammelten ihre Erfahrungen.
Am Damenturnier nahmen als Gastgeber der ATSV Güstrow und Teams vom Osternienburger HC, Mariendorfer HC, 1. Kieler HTC, TSV Leuna, Potsdamer SU, HC Lüneburg, CHC 02 Köthen und LBV Phönix Lübeck teil.
Die Teilnehmer 2024 bei den Herren waren neben dem gastgebenden ATSV Güstrow Teams vom Mariendorfer HC (Pokalverteidiger), TuS Lichterfelde, LBV Phönix Lübeck, SV Tresenwald, Uhlenhorster HC, 1. Kieler HTC, Real von Camisso, Osternienburger HC, CHC 02 Köthen und SG Rotation Prenzlauer Berg Berlin.
Teams aus acht Bundesländern gaben 2024 ihre Visitenkarte bei diesem Traditionsturnier ab.
Geleitet wurden die Spiele durch erfahrene Schiedsrichter. Der Ostdeutsche Hockey-Verband nutzte das Wilhelm-Höcker Turnier zur Vorbereitung der Bundesligasaison in der Halle. An der Seite der Experten erhielten auch Nachwuchsschiedsrichter die Möglichkeit, sich zu qualifizieren.

## Das Turnier 2020
Am 7. und 8. November sollte die 63. Auflage des Wilhelm-Höcker-Turniers stattfinden. Aufgrund der Coronakrise musste auch dieses Traditionsturnier abgesagt werden. In der über 60-jährigen Geschichte ist es erst das zweite Mal, dass die Veranstaltung ausgefallen ist.

## Die Gewinner des Traditionsturniers
Mit 12 Siegen haben die Damen des Plauer SV den Pokal am häufigsten gewonnen. Bei den Herren war der gastgebende ATSV Güstrow mit 18 Pokalsiegen bisher am erfolgreichsten. Dem Mariendorfer HC gelang es 2011, 2017 und 2018 und dem Osternienburger HC 2022 sowohl das Damen- als auch das Herrenturnier zu gewinnen und beide Pokale aus der Barlachstadt Güstrow zu entführen.
| Jahr | Sieger Herren                                   | Sieger Damen                       |
| ---- | ----------------------------------------------- | ---------------------------------- |
| 1957 | HSG Wissenschaft Rostock                        | -                                  |
| 1958 | BSG Lokomotive Güstrow                          | -                                  |
| 1959 | SC Rotation Leipzig                             | -                                  |
| 1960 | SC Rotation Leipzig                             | -                                  |
| 1961 | SC Rotation Leipzig                             | -                                  |
| 1962 | BSG Einheit Zentrum Leipzig                     | -                                  |
| 1963 | SC Motor Jena                                   | -                                  |
| 1964 | BSG Lokomotive Güstrow                          | -                                  |
| 1965 | HSG Wissenschaft Pillnitz                       | -                                  |
| 1966 | AZS Katowice                                    | -                                  |
| 1967 | BSG Lokomotive Dresden                          | -                                  |
| 1968 | BSG Motor Köthen                                | -                                  |
| 1969 | BSG Chemie Leuna                                | -                                  |
| 1970 | BSG Motor Optima Erfurt                         | -                                  |
| 1971 | BSG Chemie Leuna                                | -                                  |
| 1972 | BSG Einheit Zentrum Leipzig                     | -                                  |
| 1973 | BSG Einheit Zentrum Leipzig                     | -                                  |
| 1974 | BSG Lokomotive Güstrow                          | -                                  |
| 1975 | BSG Traktor Osternienburg                       | -                                  |
| 1976 | BSG Traktor Osternienburg                       | -                                  |
| 1977 | BSG Lokomotive Güstrow                          | -                                  |
| 1978 | keine Austragung (Hallenumbau)                  | -                                  |
| 1979 | BSG Chemie Leuna                                | -                                  |
| 1980 | BSG Lokomotive Güstrow                          | -                                  |
| 1981 | BSG Tiefbau Berlin                              | -                                  |
| 1982 | BSG Chemie Leuna                                | -                                  |
| 1983 | BSG Chemie Leuna                                | -                                  |
| 1984 | BSG Lokomotive Cottbus                          | –                                  |
| 1985 | BSG Chemie Leuna                                | BSG Motor Stralsund                |
| 1986 | BSG Chemie Leuna                                | BSG Lokomotive Plau                |
| 1987 | BSG Chemie Leuna                                | BSG Motor Stralsund                |
| 1988 | BSG Lokomotive Güstrow                          | BSG Lokomotive Plau                |
| 1989 | BSG Lokomotive Güstrow                          | BSG Lokomotive Plau                |
| 1990 | ETSV Güstrow                                    | Rotation Prenzlauer Berg           |
| 1991 | ATSV Güstrow                                    | Rotation Prenzlauer Berg           |
| 1992 | TSG Chemie Leuna                                | Plauer SV                          |
| 1993 | Blau Gelb Berlin                                | Leipziger SC 1901                  |
| 1994 | TSG Chemie Leuna                                | Plauer SV                          |
| 1995 | Cöthener HC 1902                                | Plauer SV                          |
| 1996 | ATSV Güstrow                                    | HC Lindenau Grünau Leipzig         |
| 1997 | Blau Gelb Berlin                                | Plauer SV                          |
| 1998 | ATSV Güstrow                                    | Plauer SV                          |
| 1999 | ESV Schwerin                                    | Plauer SV                          |
| 2000 | Phönix Lübeck                                   | Plauer SV                          |
| 2001 | ATSV Güstrow                                    | Plauer SV                          |
| 2002 | ATSV Güstrow                                    | Blau Gelb Berlin                   |
| 2003 | ATSV Güstrow                                    | Plauer SV                          |
| 2004 | ATSV Güstrow                                    | Potsdamer Sport Union              |
| 2005 | HC Königs Wusterhausen                          | Mariendorfer HC                    |
| 2006 | TSV Leuna                                       | Klipper THC Hamburg                |
| 2007 | TSV Leuna                                       | ATV Leipzig                        |
| 2008 | ATSV Güstrow                                    | Steglitzer TK                      |
| 2009 | ATSV Güstrow                                    | SG Rotation Prenzlauer Berg Berlin |
| 2010 | U21 Schweden                                    | SG Rotation Prenzlauer Berg Berlin |
| 2011 | Mariendorfer HC                                 | Mariendorfer HC                    |
| 2012 | TTK Sachsenwald                                 | Osternienburger HC                 |
| 2013 | Marienthaler THC                                | Mariendorfer HC                    |
| 2014 | Marienthaler THC                                | Osternienburger HC                 |
| 2015 | Mariendorfer HC                                 | Osternienburger HC                 |
| 2016 | ATSV Güstrow                                    | Mariendorfer HC                    |
| 2017 | Mariendorfer HC                                 | Mariendorfer HC                    |
| 2018 | Mariendorfer HC                                 | Mariendorfer HC                    |
| 2019 | TSV Zehlendorf 88                               | Osternienburger HC                 |
| 2020 | keine Austragung (untersagt nach Corona-LVO MV) |                                    |
| 2021 | Marienthaler THC                                | Mariendorfer HC                    |
| 2022 | Osternienburger HC                              | Osternienburger HC                 |
| 2023 | Mariendorfer HC                                 | SG Rotation Prenzlauer Berg Berlin |
| 2024 | CHC 02 Köthen                                   | LBV Phönix Lübeck                  |